# Cartel du Golfe
Le cartel du Golfe (Cártel del Golfo) est une organisation criminelle mexicaine, principalement basé à Matamoros, dans le Tamaulipas, État frontalier du Texas et situé sur le golfe du Mexique. Ce cartel, le plus ancien groupe criminel du Mexique, avait pour activité à son commencement la contrebande de liqueurs. Ses opérations sont basées à Reynosa, Tamaulipas, ville frontière avec Mc Allen, Texas. Le cartel est présent significativement dans trois États autour du Mexique avec des zones d'opération à Matamoros, Reynosa, Miguel Alemán, Tampico, Valle Hermoso y Ciudad victoria au nord-est de Tamaulipas. Antonio Cárdenas Guillén (es) et Jorge Eduardo Costilla Sánchez sont les principaux chefs de ce cartel. La mort de Antonio Cardenas Guillen, surnommé « Tony Tormenta » pour son caractère explosif, a fait de Jorge Eduardo Costilla Sanchez le principal leader de cette organisation criminelle. Durant les années 2010-2011 le cartel du Golfe a violemment combattu le cartel de Los Zetas afin d'étendre son territoire. Le cartel du Golfe est l'un des plus puissants cartel de la drogue mexicain, avec le cartel de Sinaloa, duquel il se serait rapproché en 2009 : à eux deux, ils disposeraient de 100 000 hommes armés selon le département de la Défense des États-Unis. À l'heure actuelle[Quand ?], le cartel est divisé par des luttes internes incessantes, ce qui a intensifié la violence dans des villes comme Matamoros, Tampico et Reynosa.

## Ascension du cartel
Fondé dans les années 1970 par le bootlegger Juan Nepomuceno Guerra, qui avait commencé sous la Prohibition à faire de la contrebande de whisky, avant d'étendre ses activités dans les années 1970 au trafic de cannabis et d'héroïne. Son neveu, Juan García Abrego, lui succéda à la tête du cartel. Sous la présidence de Carlos Salinas de Gortari (1988-94), il étend de façon importante les activités du cartel, profitant de la répression des trafiquants du Sinaloa menée par le commandant de la police judiciaire fédérale Guillermo González Calderoni, accusé en 1993 de corruption.
En 1995, le cartel du Golfe était devenu si important que García Abrego fut le premier trafiquant de stupéfiants à être placé sur la liste des dix fugitifs les plus recherchés du FBI. Il fut arrêté l'année suivante, extradé aux États-Unis et condamné à la prison à vie.

## Depuis l'arrestation de Juan García Abrego (1996)

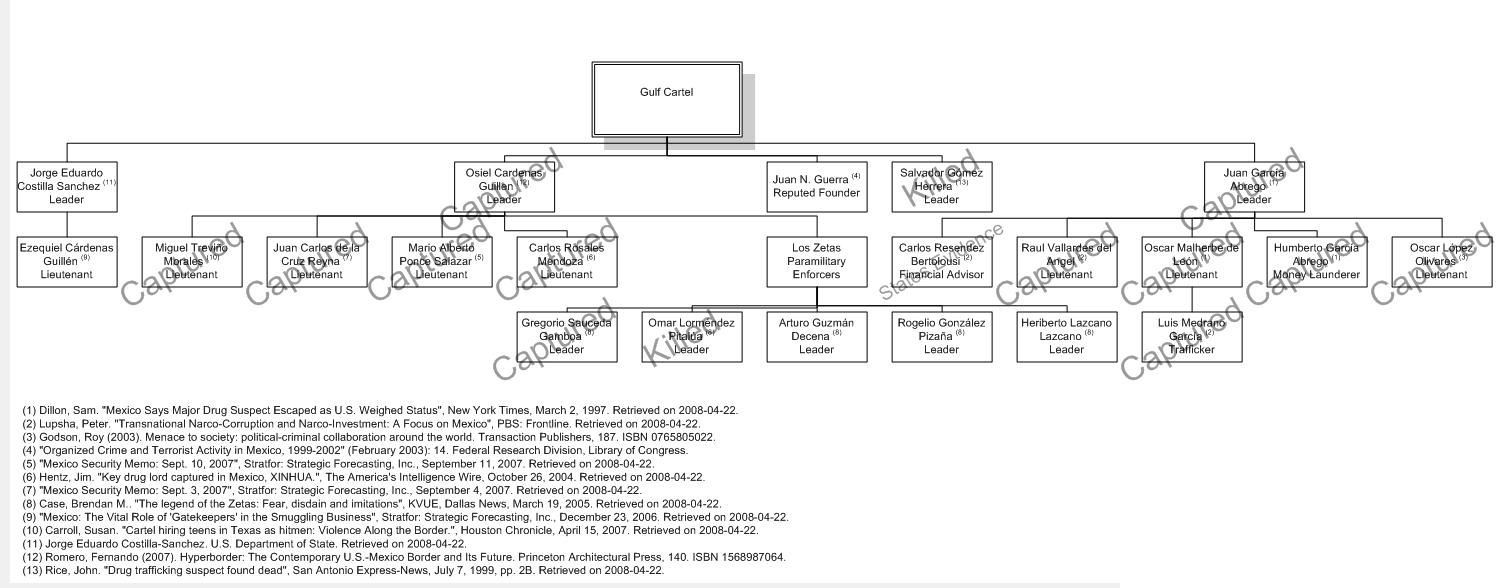
Hiérarchie du Cartel du Golfe

L'arrestation de Juan García Abrego provoqua une lutte interne. Oscar Malherbe De León prit la tête avant d'être rapidement arrêté. Le nouveau chef, Sergio El Checko Gomez, fut assassiné en avril 1996 par Salvador Chava Gómez. Celui-ci fut à son tour assassiné en juillet 1999 par Osiel Cárdenas Guillén, qui deviendra le nouveau chef du cartel du Golfe. Celui-ci recruta d'anciens militaires, dont d'ex-membres d'une unité d'élite entraînée en contre-insurrection et en lutte anti-stupéfiants, pour former le groupe paramilitaire Los Zetas, qui se révéla d'une efficacité redoutable. Los Zetas était dirigé par Arturo Guzmán Decena, garde du corps personnel d'Osiel Cárdenas .
En mars 2003, Osiel Cárdenas fut arrêté à Matamoros, laissant la place à ses deux lieutenants Antonio Ezequiel Cardenas Guillen (en) (dit Tony Tormenta, tué le 5 novembre 2010) et Jorge Eduardo Costilla Sánchez. Le cartel aurait alors mis en place une structure décentralisée. Après l'arrestation d'Osiel Cárdenas, Los Zetas continuèrent, un temps, de coopérer avec le cartel, avant de prendre leur autonomie et de devenir une organisation criminelle à part entière, prélevant sa dime tant dans le trafic de stupéfiants que chez les coyotes faisant passer la frontière clandestinement aux émigrés. Ils s'allièrent avec le cartel Beltrán-Leyva contre le cartel du Golfe. En février 2010, une guerre sanglante opposa le cartel du Golfe aux Zetas dans la ville-frontière de Reynosa.
En février 2009, le chef de la police de Cancún était arrêté pour avoir couvert les activités du cartel du Golfe.
En juillet 2009, la DEA annonça une action coordonnée contre le cartel du Golfe et les Zetas, à la suite d'une inculpation d'Antonio Ezequiel Cárdenas Guillen, de Jorge Eduardo Costilla Sánchez, d'Heriberto Lazcano et de 15 lieutenants, tandis que le département d'État offrait au total 50 millions de dollars pour des informations menant à leur capture.
En 2014, des membres du cartel du Golfe se sont de nouveau alliés avec les membres de Los Zetas, en promettant cette fois de revenir à « la vieille école » du trafic de drogue et de respecter la population civile. Cette nouvelle alliance est formée seulement par quelques cellules des deux cartels car les deux groupes sont divisés en une centaine de petites mafias.

## Chronologie et groupes dérivés

### Chronologie
- 1996 : le chef du cartel, Juan García Abrego, est arrêté et extradé aux États-Unis, où il purge cinq peines de perpétuité.
- avril 1996 : Sergio El Checko Gomez est assassiné par Salvador Chava Gómez, qui lui succède à la tête du cartel.
- juillet 1999 : Salvador Chava Gómez, chef du cartel, est assassiné par Osiel Cárdenas, qui prend la tête.
- 12 juillet 2001: mort du fondateur du cartel, Juan Nepomuceno Guerra, qui n'a jamais passé plus que quelques heures en prison.
- mars 2003 : Osiel Cárdenas, chef du cartel, est arrêté à Matamoros, ouvrant une période de lutte de succession, tandis que le groupe paramilitaire Los Zetas prend progressivement son autonomie. Cárdenas est extradé aux États-Unis le 19 janvier 2007.
- 24 octobre 2004: arrestation de Carlos Rosales Mendoza (en), ex-membre du cartel de Milenio (Los Valencia), dans sa résidence huppée de Colonia Lomas de Santa Maria à Morelia (entre Mexico et Guadalajara) [4]. Rosales Mendoza contrôlait la ville de La Unión (Guerrero) (es), et le cartel du Golfe lui avait envoyé Los Zetas pour protéger son territoire après sa défection[4].
- 11 décembre 2006 : début de l'opération Conjunto Michoacán.
- 17 avril 2007 : le frère du chef du cartel de Milenio, Ventura Valencia Valencia, est assassiné à Tepalcatepec. Les autorités attribuent le meurtre au cartel du Golfe[5].
- février 2009 : le chef de la police de Cancún est arrêté pour avoir couvert les activités du cartel du Golfe.
- 5 novembre 2010 : Antonio Cárdenas Guillén (en), chef du cartel du Golfe et frère d'Osiel Cárdenas Guillén, est abattu par la marine à Matamoros (Tamaulipas) [6]
- 12 septembre 2012 : arrestation du leader Jorge Eduardo Costilla Sánchez à Tampico peu après celle de son adjoint Mario Cárdenas Guillén (en).

### Groupes dérivés
- Cartel du Golfe (années 1970 - en cours)
  - Grupo Sombra
  - Los Ciclones
  - Los Escorpiones
  - Los Metros (années 1990 - en cours)
  - Los Rojos
  - Los Zetas (1999 - 2014)
    - Los Zetas Vieja Escuela
    - Cartel du nord-est (2014 - en cours)
      - La Tropa del Infierno

    - Los Talibanes (2012 - en cours)
    - Sangre Nueva Zeta (2019 - en cours)